# Pachymetopon aeneum
Pachymetopon aeneum är en fiskart som först beskrevs av John Dow Fisher Gilchrist och Thompson, 1908.  Pachymetopon aeneum ingår i släktet Pachymetopon och familjen havsrudefiskar. Inga underarter finns listade i Catalogue of Life.